# Pseudobradyina
Pseudobradyina es un género de foraminífero bentónico de la familia Bradyinidae, de la superfamilia Endothyroidea, del suborden Fusulinina y del orden Fusulinida. Su especie tipo es Pseudobradyina pulchra. Su rango cronoestratigráfico abarca desde el Moscoviense (Carbonífero superior) hasta el Sakmariense (Pérmico inferior).

## Discusión
Clasificaciones más recientes incluyen Pseudobradyina en la superfamilia Bradyinoidea, del suborden Endothyrina, del orden Endothyrida, de la subclase Fusulinana y de la clase Fusulinata.

## Clasificación
Pseudobradyina incluye a las siguientes especies:
- Pseudobradyina compressa †
  - Pseudobradyina compressa var. minima †
- Pseudobradyina pauciseptata †
- Pseudobradyina planissima †
- Pseudobradyina pulchra †